# General Motors V200
A Suzuki Verona, a Daewoo Magnus, a Chevrolet Epica és a Chevrolet Evanda, közös nevükön V200-as, a világ számos részén árusított középkategóriás limuzin. A Suzuki Verona a Suzuki és a GM együttműködésének egyik gyümölcse az Egyesült Államok piacán. A Chevrolet Epica nevet Kanadában, Kolumbiában és Chilében, a Daewoo, illetve Chevrolet Evanda nevet Európában, a Daewoo, később Chevrolet Magnus nevet Dél-Koreában használták. Általános típusjelzése a V200-as volt. E modell helyére érkezett 2006-ban a Daewoo Tosca és 2009 végén a Suzuki Kizashi, utóbbinak az első prototípusát már 2007-ben megépítették és a Frankfurti Autókiállításon be is mutatták, kombi karosszériával. Ezt két további tanulmány követte, az utolsót gyártják sorozatban. Teljes rokonság van az új Chevrolet Epica (Daewoo Tosca) és a Kizashi között.

## Daewoo Magnus
A Daewoo Magnus a V100-as jelű Leganza utódja. 2000-től 2004-ig Nyugat-Európában Daewoo-, Kelet-Európában Chevrolet Evanda volt a neve. Az Italdesign tervezte, akárcsak a Daewoo Lacettit. Az összes többi piacon Chevrolet Epica néven hódított. Ezek mellett Észak-Amerikában Suzuki Verona, Ázsiában Formosa Magnus nevet is kapott. A V200-as jelű Magnus utódja a V250-es Daewoo Tosca, Suzuki Kizashi, illetve új Chevrolet Epica lett. Csomagtartója körülbelül 420 liter.

### Motorok
| Név    | Üzemanyag | Űrtartalom |
| ------ | --------- | ---------- |
| L34 I4 | benzin    | 2,0 liter  |
| XK6 I6 | benzin    | 2,5 liter  |

### Galéria

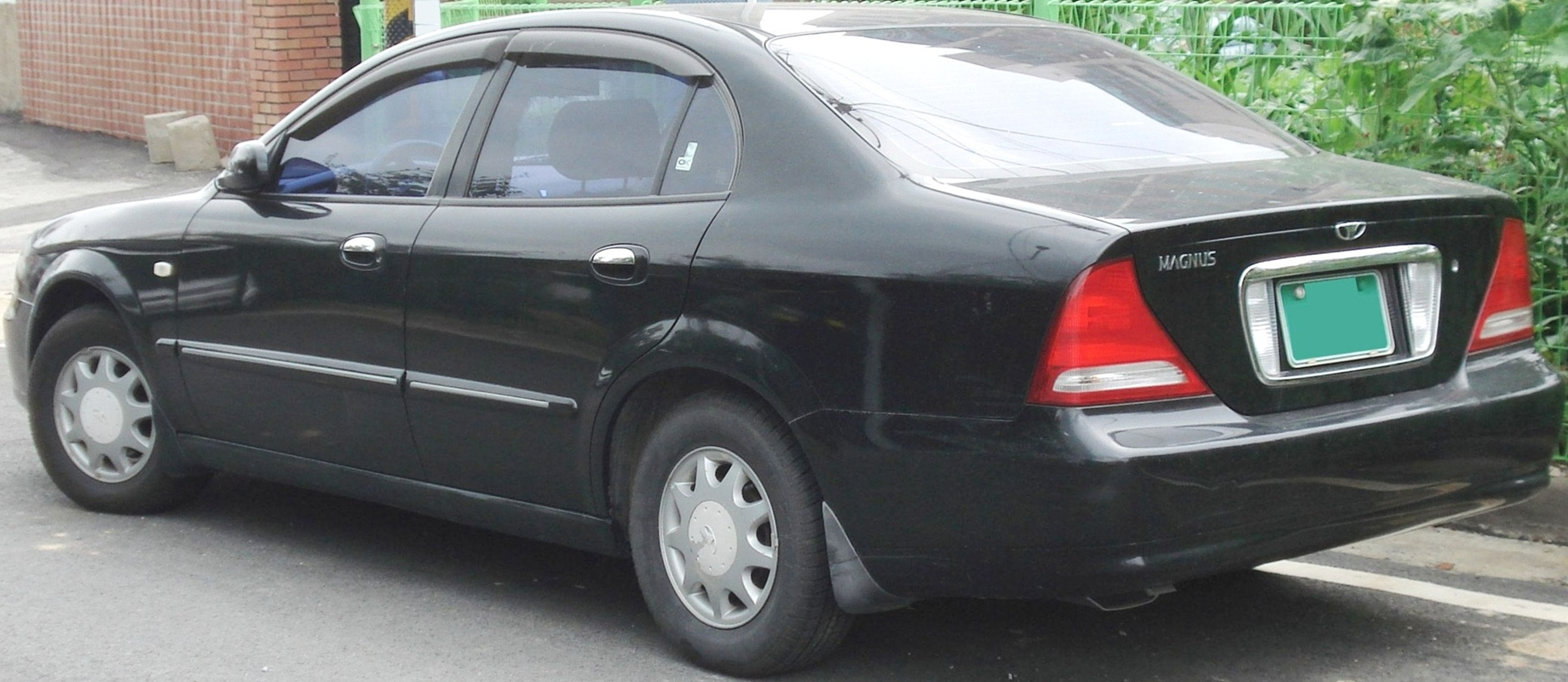
Hátulról
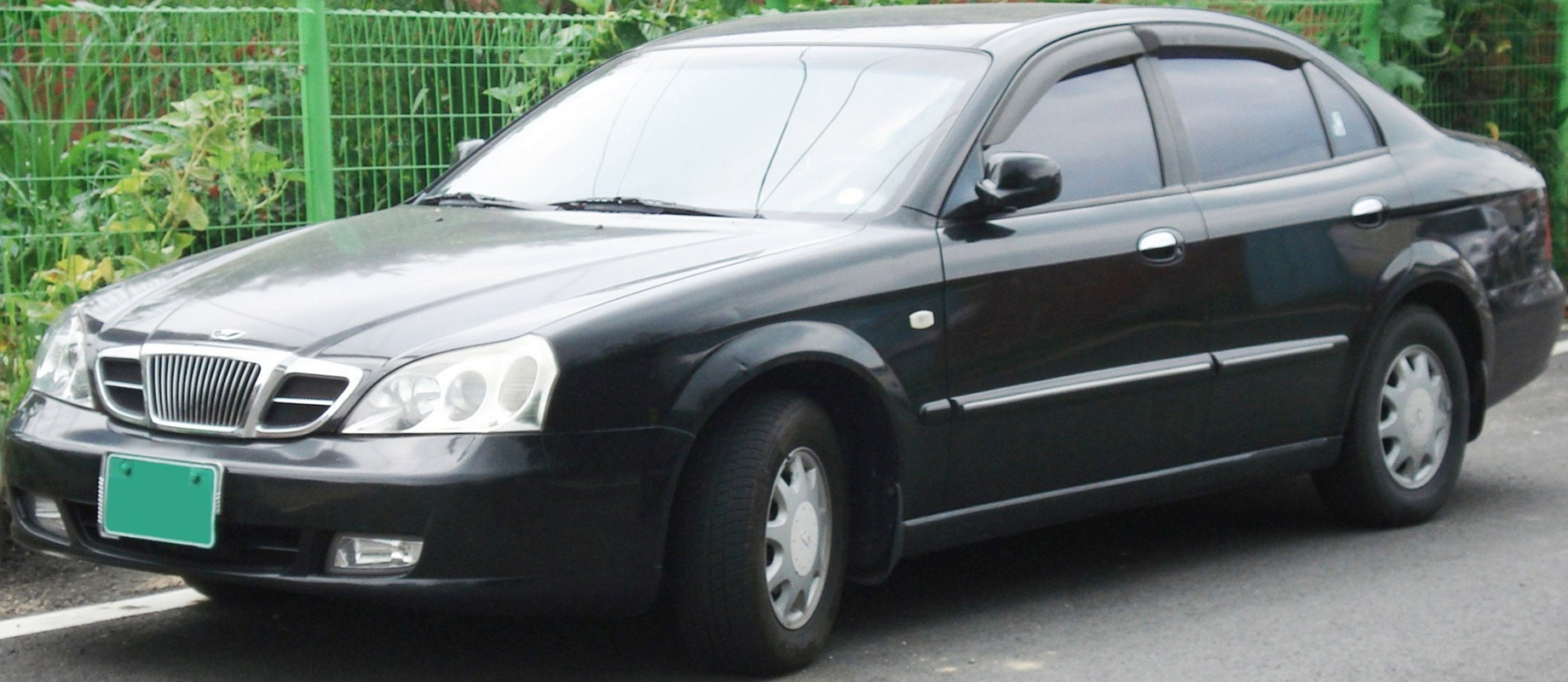
Elölről
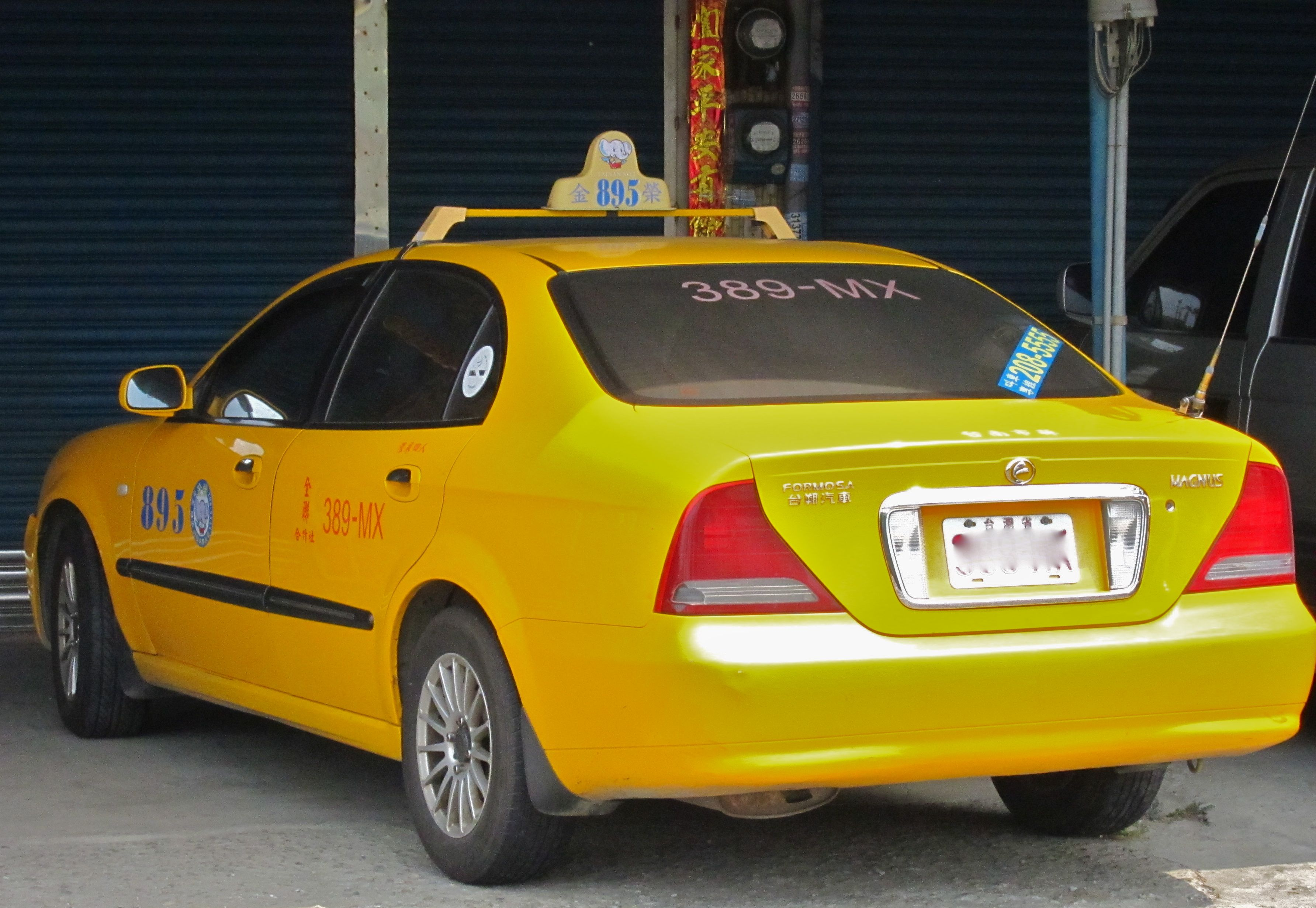
Formosa Magnus
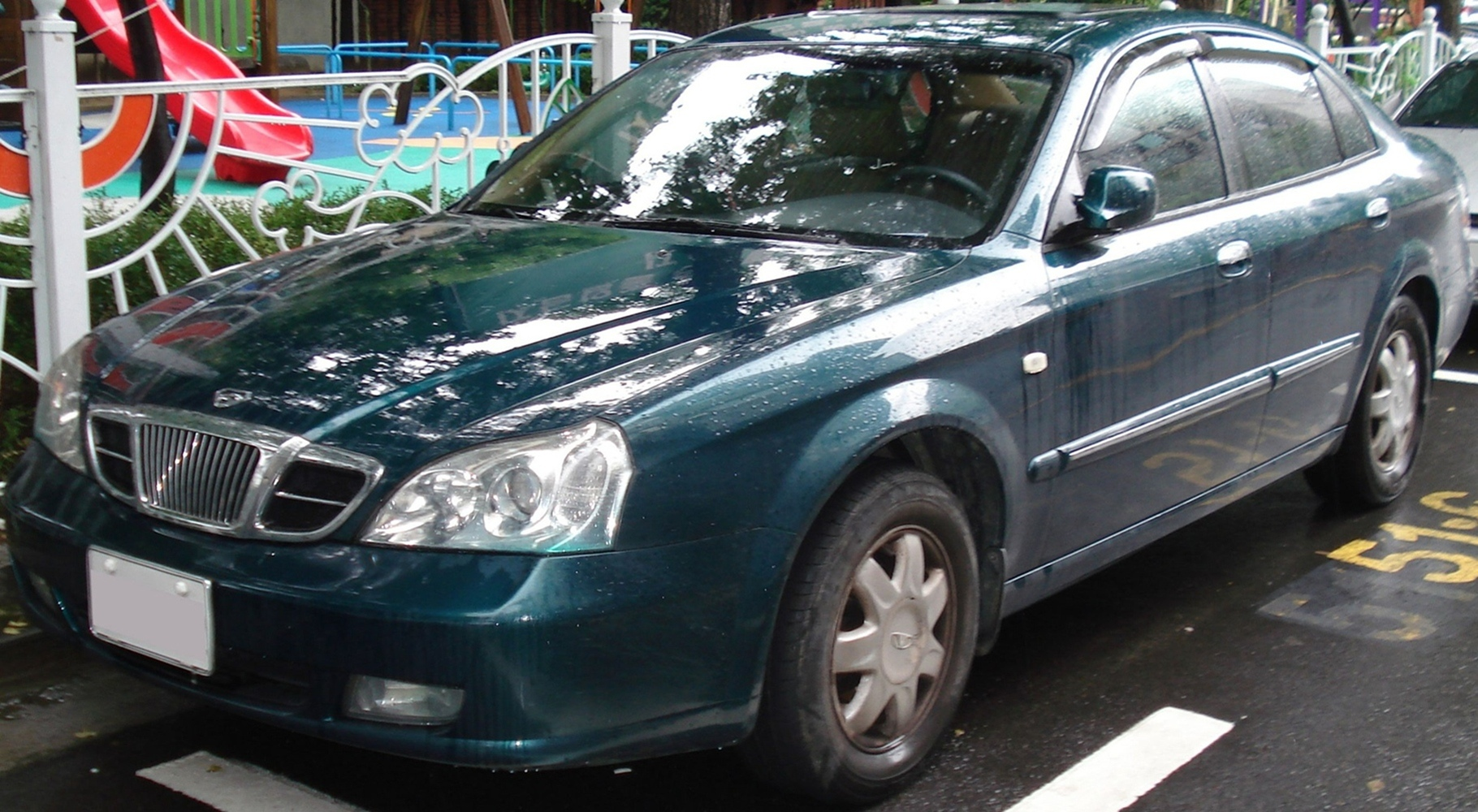
Elölről
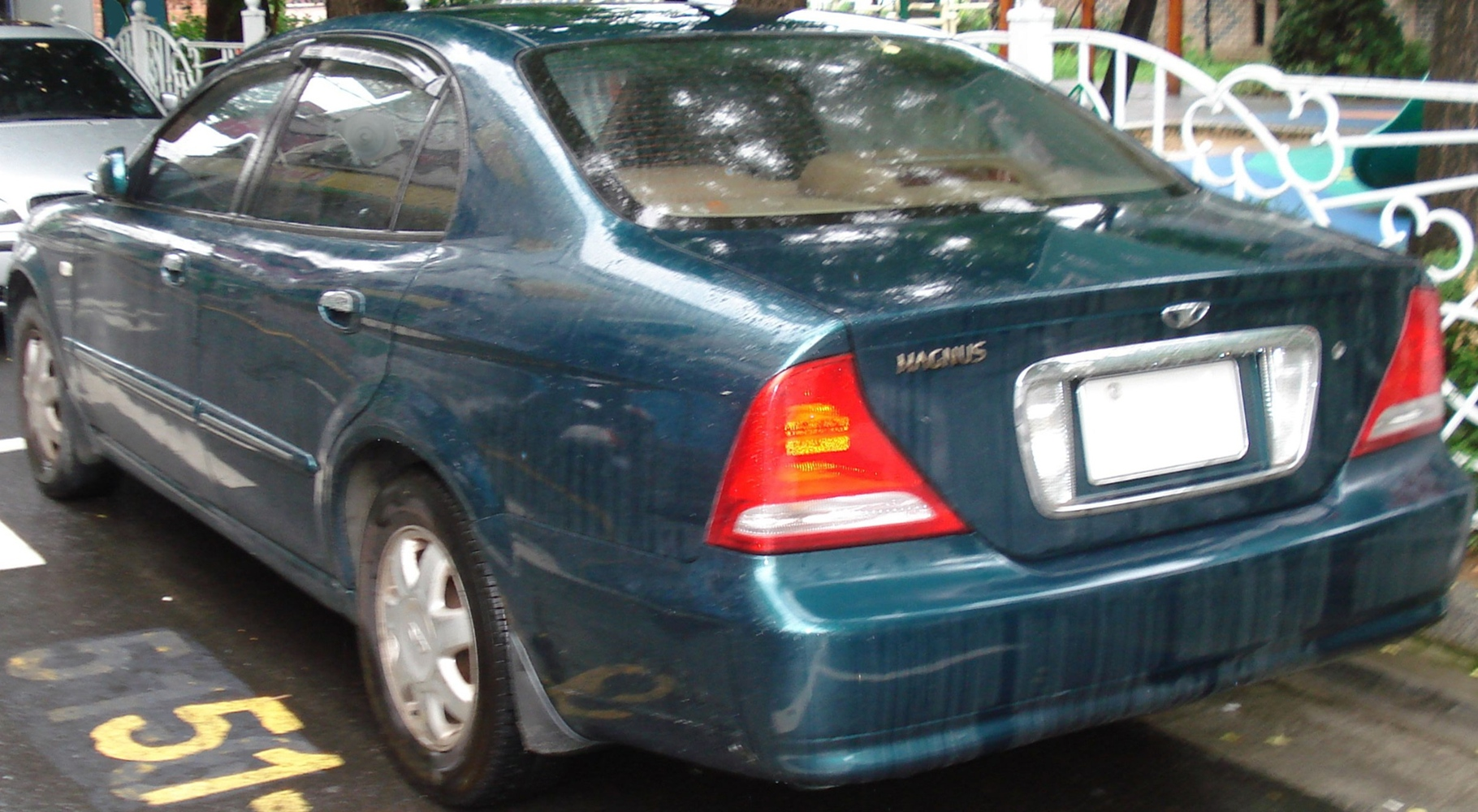
Hátulról

## Chevrolet Epica (első generáció)

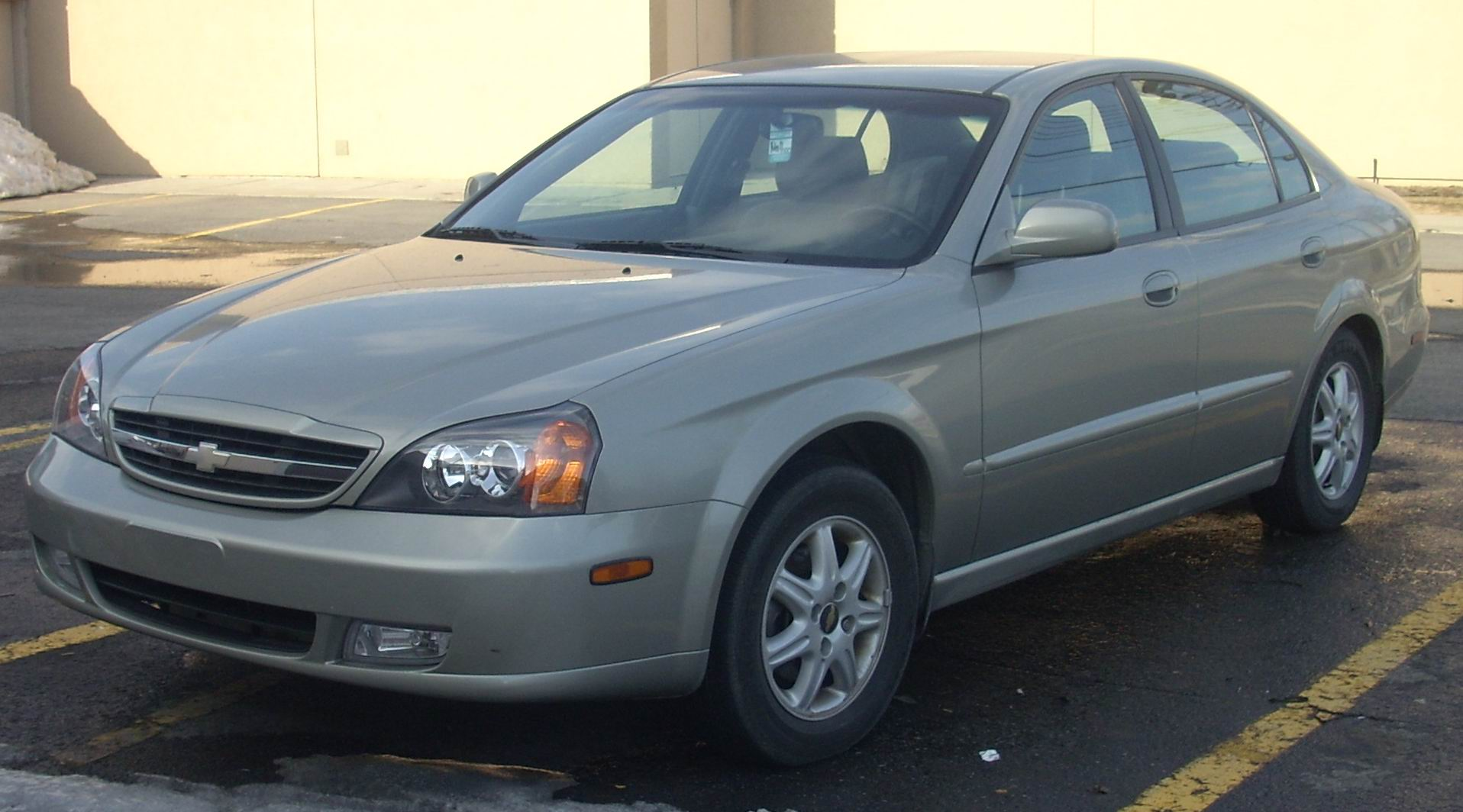
2004-06 Chevrolet Epica

Az Oldsmobile Alerót váltotta Kanadában a Chevrolet Epica 2004-ben. Viszonylag gazdag felszereltséggel (kétfélében: LS és LT) volt kapható, a Cobalt-Malibu vonal és az Impala közötti árkategóriát célozták meg. Az Epica második generációja a Daewoo Toscával megegyező modell volt.
A 2005-ös modellév alatt mindkét változat kapható volt soros hathengeres motorral. Az LS felszereltséget 15 colos könnyűfém keréktárcsák, 4 tárcsafék, légkondicionáló, tempomat és CD-lejátszó jellemezte. Kapható volt Chilében és Kolumbiában is, az Epicát rövid ideig az Egyesült Államokban is árusították, Guamban és az Északi-Mariana-szigeteken a kanadai változattal megegyező jellemvonásokkal, azonban – akárcsak a kanadai – az USA-beli piacról is eltűnt 2006 szeptemberében. A Suzuki Verona gyártása is 2006-ban állt le, a gyenge eladások miatt.

### Galéria

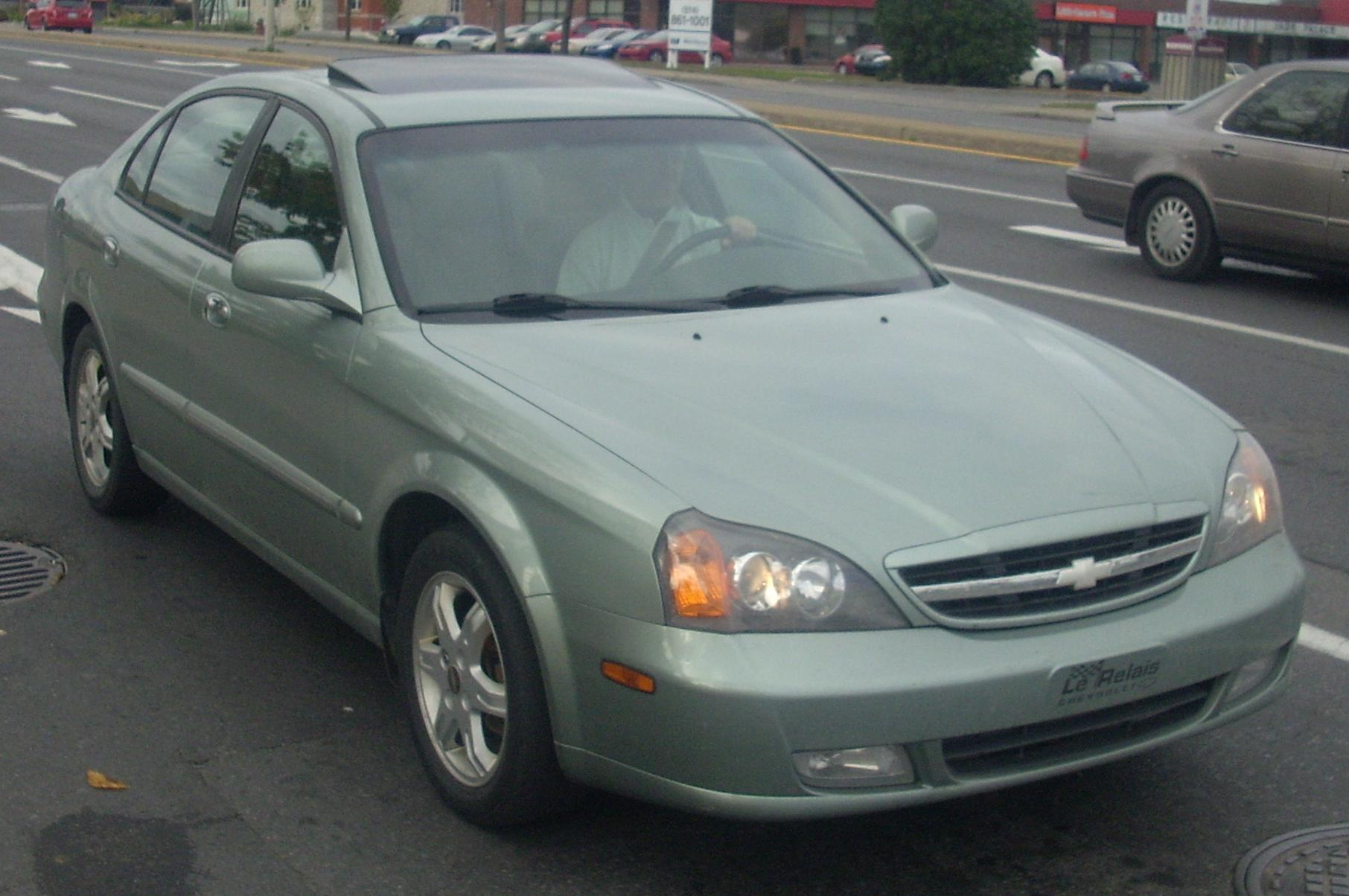
Chevrolet Epica
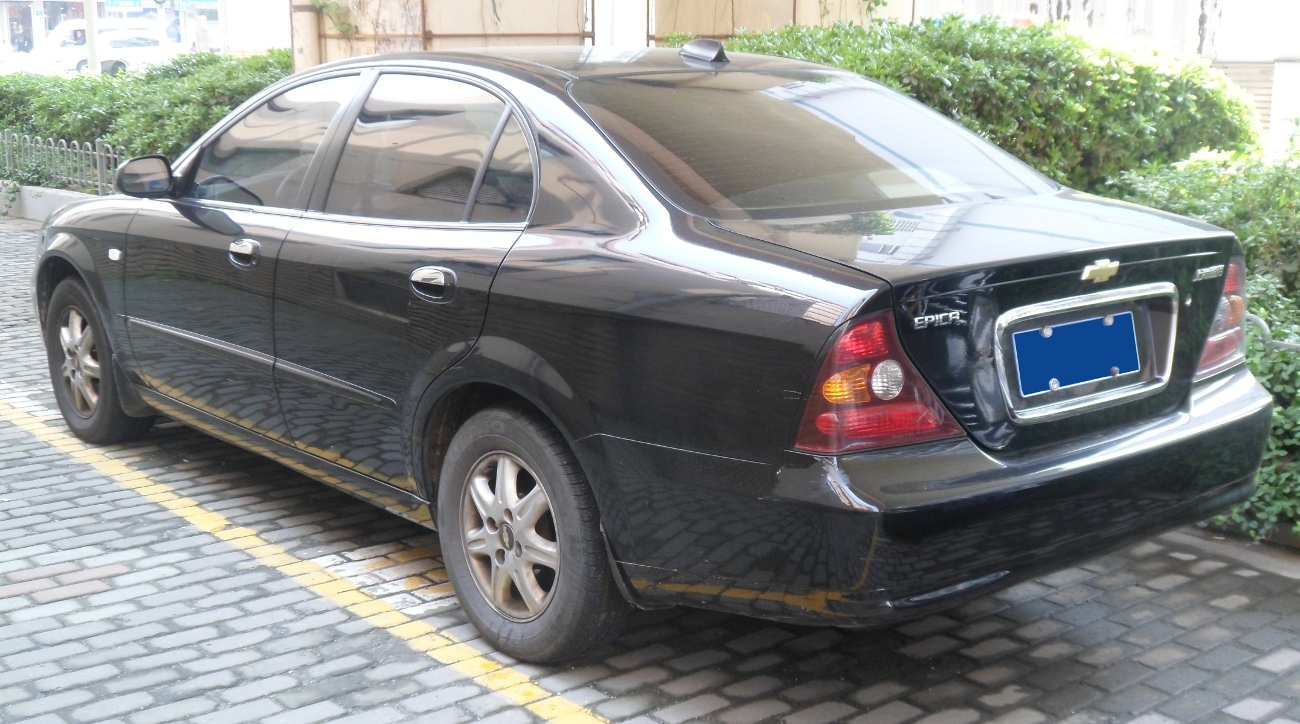
Chevrolet Epica V200 Kínában
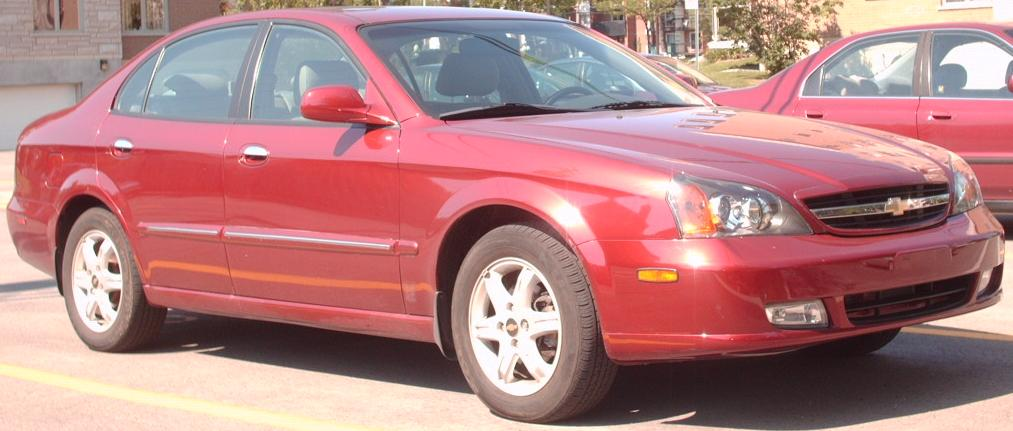
2004-2006 Chevrolet Epica

## Chevrolet Evanda

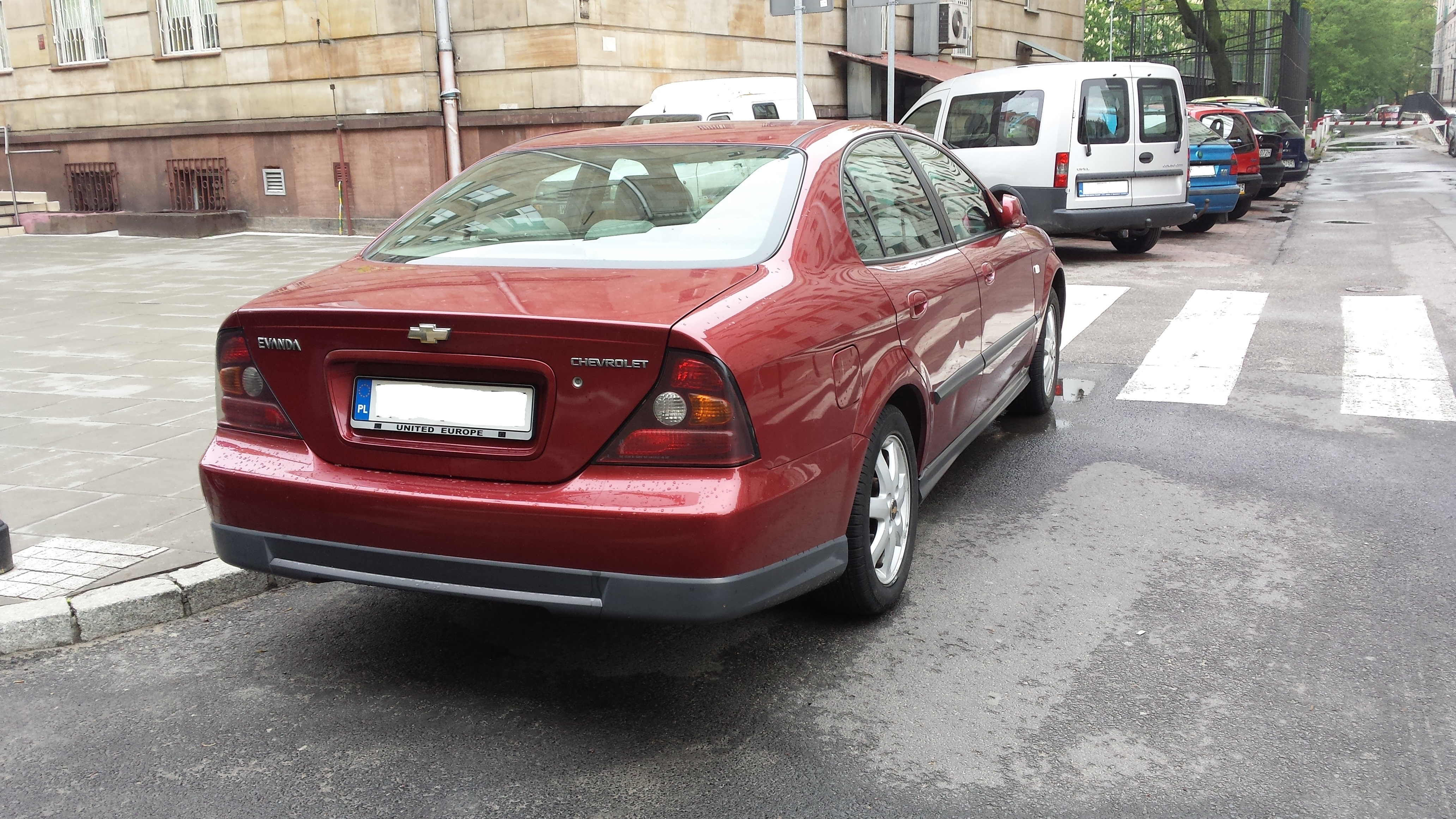
Chevrolet Evanda

A V200-ast Nyugat-Európában Daewoo Evanda, Kelet-, és Kelet-közép-Európában, így Magyarországon is Chevrolet Evanda néven volt kapható. Tulajdonságai teljesen megegyeznek a Magnuséval és az Epicáéval. Európában nemcsak a Daewoo Leganzát, hanem a Chevrolet Alerót is leváltotta.

## Suzuki Verona
A Suzuki is részt vett a Daewoo felvásárlásában, így lett a Matizból Alto+, a Kalosból Swift+, a Lacettiből Forenza és Reno, a Magnusból pedig Verona, ami tipikus orrmotoros, elsőkerékhajtású családi autó lett. A Suzuki a háromfajta felszereltségi szinten versenyképes áron 2004-ben árusította a Veronát, az egyik legolcsóbb autó lett a szegmensben, a Suzuki típusai között pedig a legnagyobb abban az időben. Az S felszereltség 16 499, az LX 17 999, az EX pedig 19 499 dollárba került. A gyártás alatt mégsem sikerült sok példányt eladni, így a típusokat csak két évig készítették. A Kizashi nem közvetlenül utódja a Veronának, csak ugyanazon kategória folytatása, mert nem 2006-ban, hanem három év kihagyás után indították.
A Suzuki azt remélte, hogy csekély 25 000 példányt fog majd évente eladni. A 4,77 méter hosszú limuzint csak 2,5 literes soros hathengeres motorral árusították, a Daewoo Magnus másik, soros négyhengeres, 2 literes motorjával nem. A Verona motorja tehát a két és fél literes DOHC 24 szelepes, keresztben beépített soros, 155 lóerős motor. A magassága is más, a Daewoo Magnus 1440, a Verona 1450 milliméter magas. Szélessége és hosszúsága azonban megegyezik vele. Jellemzője még a négyfokozatú automata váltó is. Teljes gázzal nagy a motor hangja, ezért kis sebességgel is úgy tűnik, mintha gyorsan menne. Az EX felszereltséghez 7 év garancia tartozott.

### Galéria

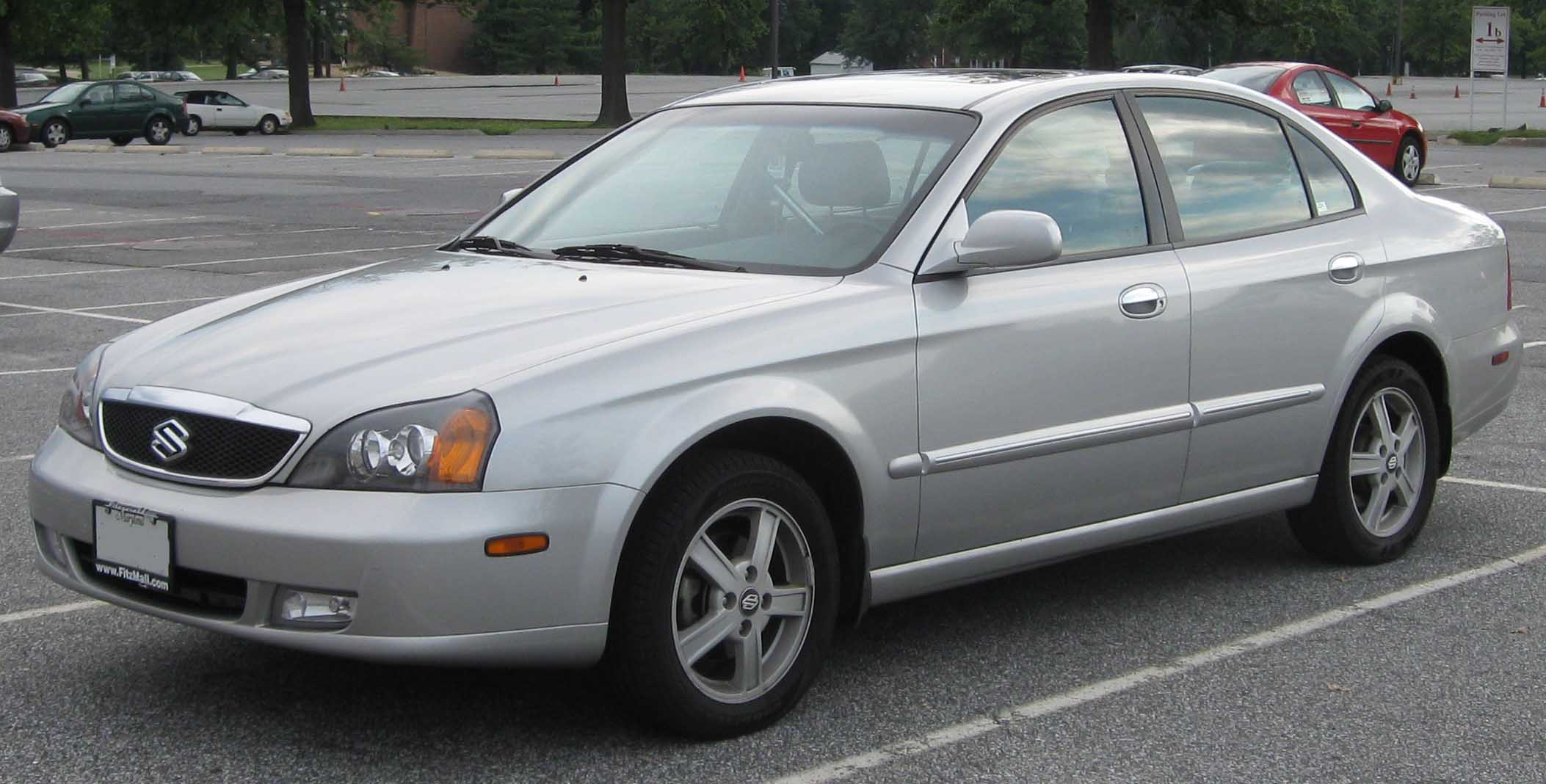
Suzuki Verona
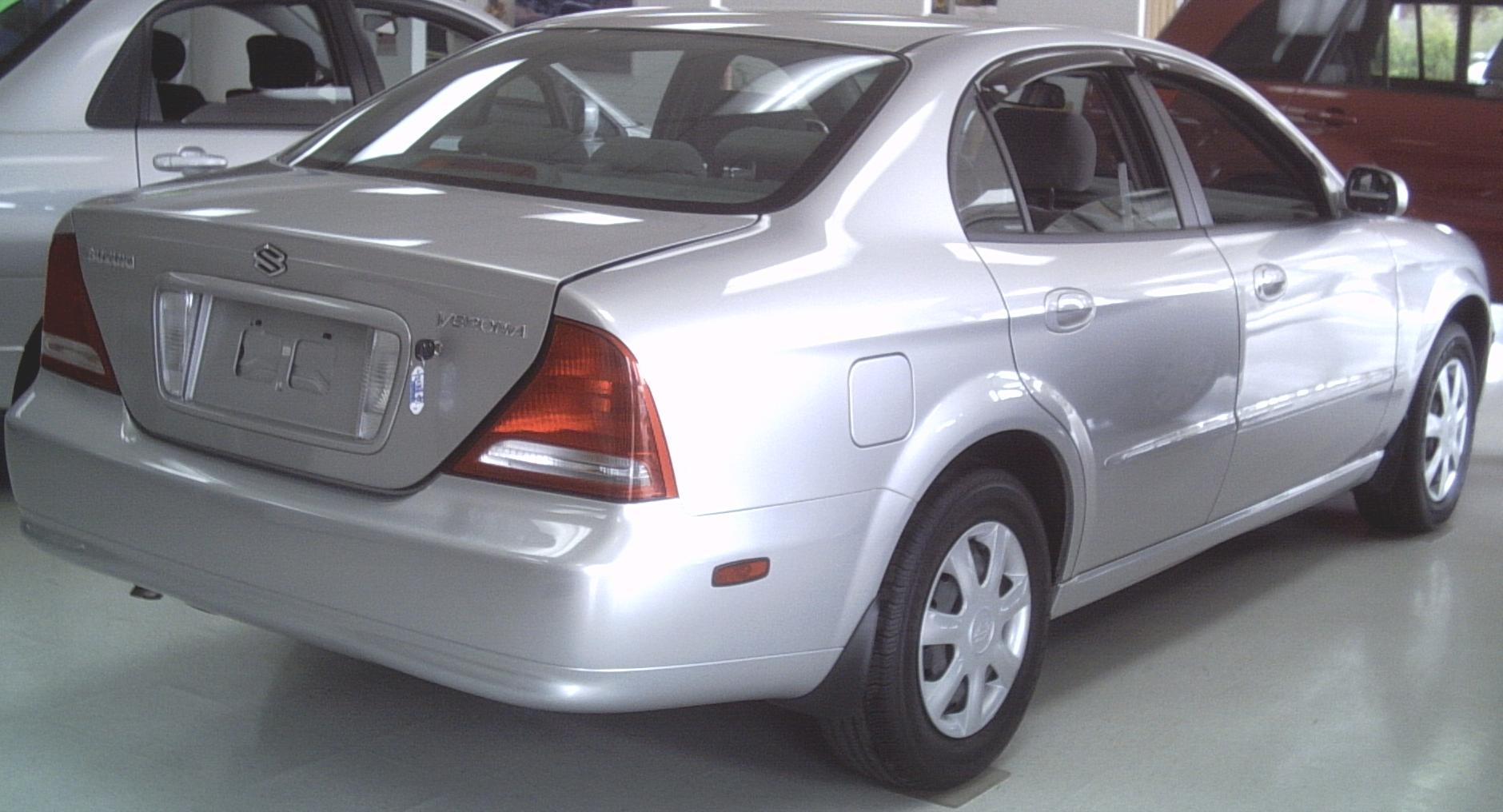
Hátulról
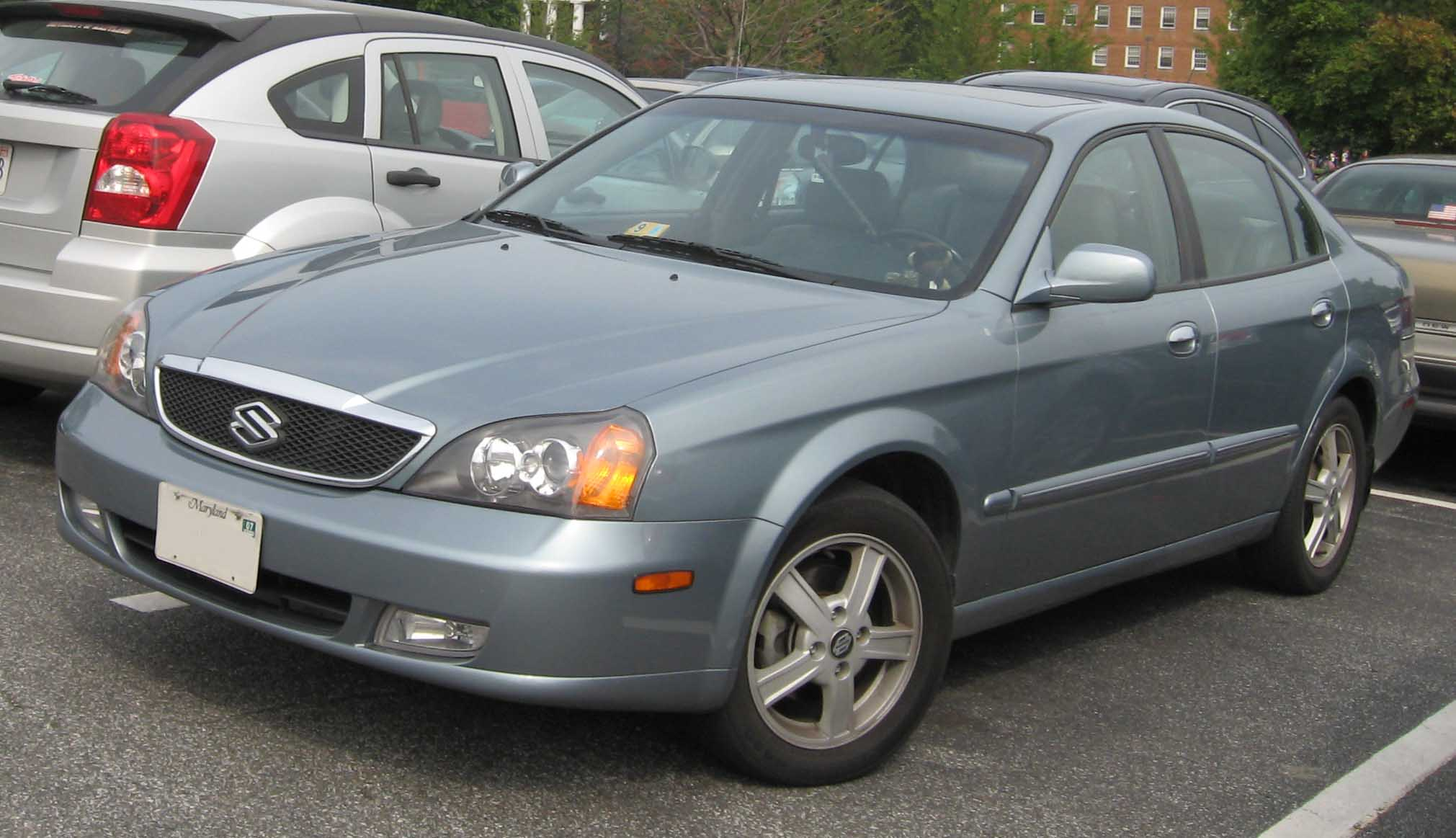
Elölről
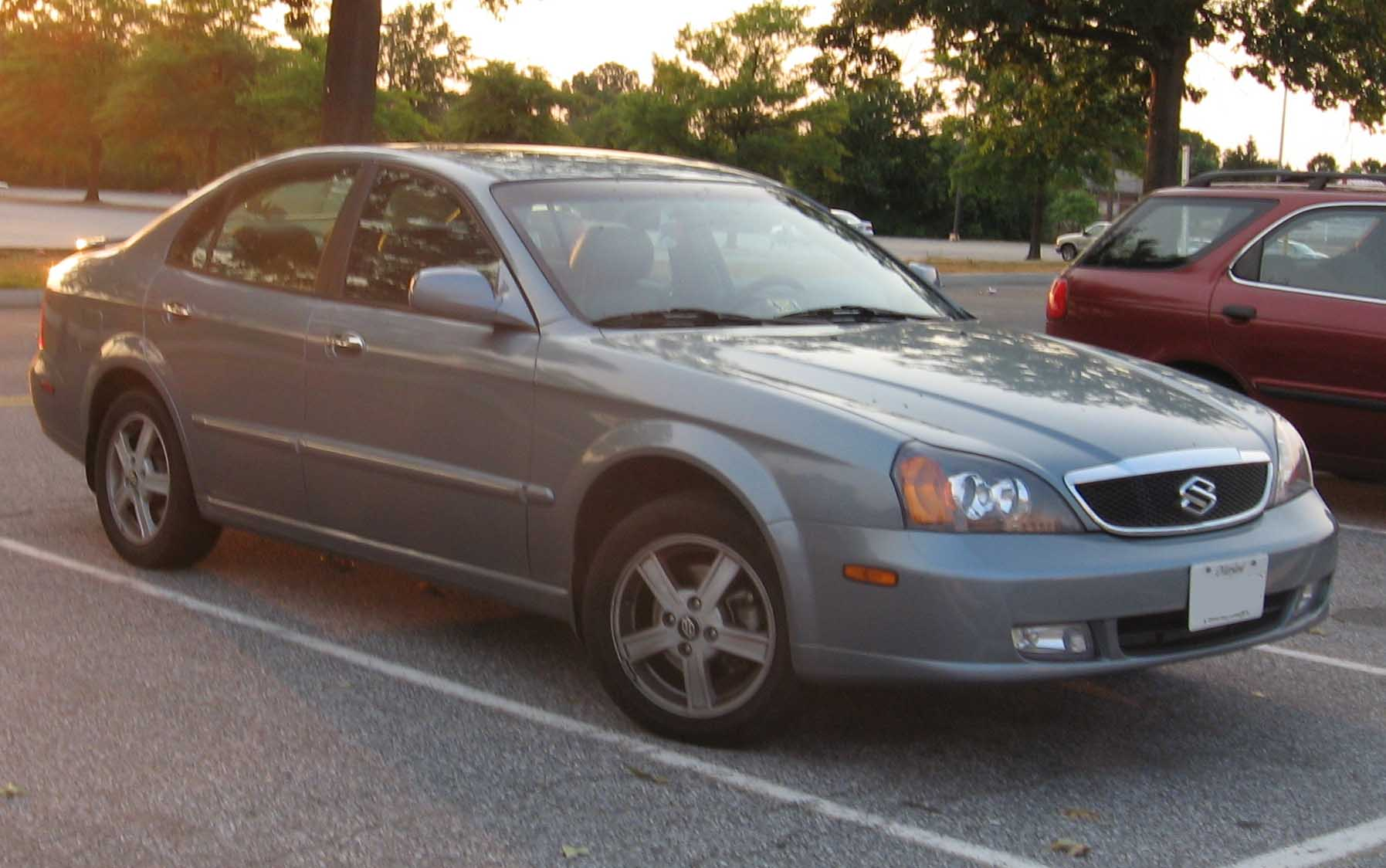
Verona Marylandben

## Fordítás
Ez a szócikk részben vagy egészben  a   Daewoo Magnus című angol Wikipédia-szócikk fordításán alapul.  Az eredeti cikk szerkesztőit annak laptörténete sorolja fel. Ez a jelzés csupán a megfogalmazás eredetét és a szerzői jogokat jelzi, nem szolgál a cikkben szereplő információk forrásmegjelöléseként.

## Ajánlott irodalom
- Daewoo Magnus – Alphascript Publishing (ISBN 978-613-1-62618-0)
- Négyesi Pál: Híres autómárkák – Chevrolet – Nagykönyv Kiadó (előkészületben)